# Pushing Hands
Pour plus de détails, voir Fiche technique et Distribution.
Pushing Hands (推手, Tuī shǒu) est un film taïwanais réalisé par Ang Lee, sorti en 1991. Il s'agit du premier long métrage du réalisateur.

## Synopsis
M. Chu est un maître de tai-chi-chuan à la retraite. Il quitte Pékin pour les États-Unis. Là-bas, il va rejoindre Alex, son fils unique, ainsi que sa belle-fille, Martha, et leur fils Jeremy. Martha, plongée dans l'écriture de son premier roman a du mal à supporter la présence de son beau-père. Cela n'est pas aidé par la barrière de la langue et surtout par les différences culturelles. Cela vient inconfortable pour Alex, qui tente tant bien que mal de maintenir toute sa famille soudée.

## Fiche technique
Sauf indication contraire, les informations mentionnées dans cette section peuvent être confirmées par la base de données cinématographiques IMDb,  présente dans la section « Liens externes ».
- Titre original : 推手 (Tuī shǒu)
- Titre français et anglophone : Pushing Hands
- Réalisation : Ang Lee
- Scénario : Ang Lee et James Schamus
- Photographie : Lin Jong
- Montage : Tim Squyres
- Musique : Xiao-Song Qu
- Production : Sui Je Cheng, Ted Hope (en), Li-Kong Hsu, Feng-Chyt Jiang, Ang Lee et James Schamus
- Sociétés de production : Ang Lee Productions et Central Motion Pictures
- Distribution : Cinépix Film Properties (États-Unis), Spectrum Films (France, DVD)
- Pays d'origine : Taïwan
- Format : Couleurs - 35 mm - 1,85:1 - Dolby Digital
- Langues originales : mandarin, anglais
- Genre : comédie dramatique
- Durée : 105 minutes
- Dates de sortie[1] :
  -  Taïwan : 7 décembre 1991
  -  États-Unis : 2 juin 1995 (sortie limitée à New York)

## Distribution
- Sihung Lung : M. Chu
- Lai Wang : Mme Chen
- Bo Z. Wang : Alex Chu
- Deb Snyder : Martha Chu
- Fanny De Luz : Linda
- Haan Lee : Jeremy Chu